# Dichoptera lurida
Dichoptera lurida är en insektsart som först beskrevs av Walker 1858.  Dichoptera lurida ingår i släktet Dichoptera och familjen Dictyopharidae. Inga underarter finns listade i Catalogue of Life.